# Cyrtodactylus biordinis
Cyrtodactylus biordinis este o specie de șopârle din genul Cyrtodactylus, familia Gekkonidae, ordinul Squamata, descrisă de Walter Varian Brown și Mccoy 1980. Conform Catalogue of Life specia Cyrtodactylus biordinis nu are subspecii cunoscute.